# Chauffry
Chauffry is een gemeente in het Franse departement Seine-et-Marne (regio Île-de-France) en telt 903 inwoners (2005). De plaats maakt deel uit van het arrondissement Provins.

## Geografie
De oppervlakte van Chauffry bedraagt 5,1 km², de bevolkingsdichtheid is 177,1 inwoners per km².
De onderstaande kaart toont de ligging van Chauffry met de belangrijkste infrastructuur en aangrenzende gemeenten.

## Demografie
Onderstaande figuur toont het verloop van het inwonertal (bron: INSEE-tellingen).